# Fényes orsócsíkbogár
A fényes orsócsíkbogár más néven ércfényű csíkbogár (Ilybius subaeneus) a  rovarok (Insecta) osztályába a bogarak (Coleoptera) rendjébe és a csíkbogárfélék (Dytisciadae) családjába tartozó faj.

## Elterjedése
Szélesen elterjedt holarktikus faj. Palearktikus elterjedése egészen keleten Mongóliáig húzódik. Magyarországon nem gyakori.

### Élőhelye
Elsősorban nagyobb állóvizek szegélyén, a sűrű növényzet között él. Euritop faj, esetenként szinte minden víztértípusból előkerül, nem kerüli el az időszakos, sós, vagy lassan áramló vizeket.

## Jellemzői
Az imágók fényre jól repülnek, a szárazföldön telelnek át.